# Delia giresunensis
Delia giresunensis este o specie de muște din genul Delia, familia Anthomyiidae, descrisă de Willi Hennig în anul 1974.
Este endemică în Turkey. Conform Catalogue of Life specia Delia giresunensis nu are subspecii cunoscute.